# Raphaël Rodriguez
 (mai 2023).
Si vous disposez d'ouvrages ou d'articles de référence ou si vous connaissez des sites web de qualité traitant du thème abordé ici, merci de compléter l'article en donnant les références utiles à sa vérifiabilité et en les liant à la section « Notes et références ».
Pour les articles homonymes, voir Rodriguez.
Ne doit pas être confondu avec le joueur de football espagnol Rafael Rodríguez Rapún.
Compléments
Thèse : Synthèse totale de produits naturels complexes au moyen de processus péricycliques
Raphaël Rodriguez, né le 27 octobre 1978 à Avignon, est un scientifique français.
Directeur de recherche au CNRS, il dirige l'équipe « Chemical Biology » à l'Institut Curie. Ses travaux portent sur la compréhension de la biologie du cancer à l'échelle moléculaire. Il étudie notamment le rôle des métaux dans la régulation de la plasticité cellulaire.

## Biographie
Raphaël Joël Rodriguez a été élevé par ses parents dans le sud de la France aux côtés de son frère ainé et de sa sœur cadette. Il a deux enfants. Après un échec en première année d'études de médecine, il bifurque vers un cursus de chimie-biologie à l’université d’Avignon, un doctorat à Marseille et Oxford (Royaume-Uni).

## Carrière
Raphaël Rodriguez, docteur en science, FRSC, Directeur de Recherche au CNRS est un chercheur de l'Institut Curie où il est titulaire de la chaire Skłodowska-Curie de chemical biology.[réf. nécessaire] Il s'est formé en tant que doctorant puis chercheur postdoctorant sous le mentorat de Sir Jack Edward Baldwin (Oxford, 2004) et Sir Shankar Balasubramanian avec lesquels il a acquis ses connaissances en chimie de synthèse et chimie supramoléculaire. Il a ensuite appris la biologie cellulaire avec le Professeur Stephen Jackson (en) avec lequel il a également co-fondé Adrestia Therapeutics.[réf. nécessaire]
À l'âge de 32 ans, il installe son laboratoire à l'ICSN (Gif-sur-Yvette, 2012). Il obtient l'Habilitation à Diriger des Recherches de l'Université Paris-Saclay cette même année. Il intégrera ensuite l'Institut Curie (Paris, 2015) où il étudie les bases moléculaires qui sous-tendent la biologie du cancer. Il y découvre le rôle clé des métaux dans la régulation de la plasticité des cellules cancéreuses et immunitaires. Il est membre de la Royal Society of Chemistry (FRSC) et nommé Chevalier de l'Ordre National du Mérite par Jean-Marie Lehn au nom du Président de la République Française, Emmanuel Macron.[réf. nécessaire]
Il a reçu plusieurs distinctions et prix pour ses contributions scientifiques, notamment le Prix Tetrahedron Young Investigator, le Prix Klaus Grohe, le Prix Lacassagne (Collège de France) et le Grand Prix Charles Defforey (Institut de France), le Prix Liliane Bettencourt pour les sciences du vivant en 2023, et la médaille d'argent du CNRS en 2024.

## Contributions scientifiques
Les travaux plus récents de Raphaël Rodriguez ont révélé que le fer et le cuivre orchestrent la transition épithélio-mésenchymateuse (TEM) dans les cellules cancéreuses et ont permis de découvrir que le ciblage du fer lysosomal avec de petites molécules (e.g. ironomycine, salinomycine) peut induire ou inhiber la ferroptose. Ces travaux l'ont amené à découvrir un mécanisme général d'internalisation des métaux par les cellules, médié par la glycoprotéine membranaire CD44 et son ligand, le transporteur métallique hyaluronan. Raphaël Rodriguez affirme que sa contribution scientifique la plus importante est la découverte d'un axe de signalisation du cuivre qui régule la plasticité cellulaire dans le contexte du cancer et de l'immunité. En 2023 son équipe a montré que le cuivre contrôle l'inflammation.

## Prix et distinctions
- 2024 : Médaille d'argent du CNRS
- 2023 : Prix Liliane Bettencourt pour les sciences du vivant
- 2022 :  Chevalier de l'Ordre National du Mérite[4]
- 2022 : Prix Klaus Grohe[5]
- 2019 : Prix Lacassagne[6]
- 2019 : Grand Prix Charles Defforey[réf. nécessaire]
- 2019 : Tetrahedron Young Investigator Award[7]
- 2017 : Raphaël Rodriguez intègre la promotion 2017 du programme « Young Leaders » franco-britannique[8],[9]
- 2017 : Prix du Cercle K2 en cancérologie[10]
- 2015 : Prix Pierre Fabre pour l'innovation thérapeutique[réf. nécessaire]
- 2006 : Prix de thèse Fournier de la Société chimique de France[11]

## Quelques publications scientifiques
- Activation of lysosomal iron triggers ferroptosis, Nature, 2025
- A druggable copper-signalling pathway that drives inflammation. S. Solier, S. Müller, T. Cañeque, A. Versini, A. Mansart, F. Sindikubwabo, L. Baron, L. Emam, P. Gestraud, G. D. Pantoș, V. Gandon, C. Gaillet, T.-D. Wu, F. Dingli, D. Loew, S. Baulande, S. Durand, V. Sencio, C. Robil, F. Trottein, D. Péricat, E. Näser, C. Cougoule, E. Meunier, A.-L. Bègue, H. Salmon, N. Manel, A. Puisieux, S. Watson, M. A. Dawson, N. Servant, G. Kroemer, D. Annane, R. Rodriguez*. Nature DOI: 10.1038/s41586-023-06017-4
- Persister cancer cells: iron addiction and vulnerability to ferroptosis. R. Rodriguez, S. L. Schreiber, M. Conrad. Mol. Cell 82, 728-740 (2022)
- CD44 regulates epigenetic plasticity by mediating iron endocytosis. S. Müller, F. Sindikubwabo, T. Cañeque, A. Lafon, A. Versini, C. Ginestier, E. Charafe-Jauffret, B. Lombard, D. Loew, T.-D. Wu, A. Durand, C. Vallot, S. Baulande, N. Servant, R. Rodriguez. Nature Chem. 12, 929-938 (2020)
- Visualizing biologically active small molecules in cells using click chemistry. T. Cañeque, S. Müller, R. Rodriguez. Nature Rev. Chem. 2, 202-215 (2018)
- Salinomycin kills cancer stem cells by sequestering iron in lysosomes. T. T. Mai, A. Hamaï, A. Hienzsch, T. Cañeque, S. Müller, J. Wicinski, O. Cabaud, C. Leroy, A. David, V. Acevedo, A. Ryo, C. Ginestier, D. Birnbaum, E. Charafe-Jauffret, P. Codogno, M. Mehrpour, R. Rodriguez. Nature Chem. 9, 1025-1033 (2017)
- Chemical inhibition of NAT10 corrects defects of laminopathic cells. D. Larrieu, S. Britton, M. Demir, R. Rodriguez, S. P. Jackson. Science 344, 527-532 (2014)